# Маскаев, Олег Александрович
Оле́г Алекса́ндрович Маска́ев (род. 2 марта 1969, Абай, Карагандинская область, Казахстан) — российский боксёр-профессионал, выступавший в тяжёлой весовой категории. Чемпион мира по версии WBC (2006—2008) в тяжёлой весовой категории.

## Биография
Представитель мордовско-русской национальности.
Можно сказать, что карьеру боксера Олег Маскаев начал в родном городе Абае Карагандинской области, и благодаря школе карагандинского бокса и своему таланту впоследствии добился больших результатов на любительском ринге, еще до начала своей профессиональной карьеры.
На чемпионате мира 1993 года выступал за сборную Узбекистана.
Затем переехал в США (в настоящее время живёт в Сакраменто).
По вероисповеданию евангельский христианин-баптист.
По признанию Олега Маскаева, одним из его заветных желаний было провести защиту чемпионского титула в России, которую он считает своей родиной даже несмотря на то, что родился не в ней (говорил про себя: "Я ведь человек советский"). 8 декабря 2006 года, накануне защиты титула чемпиона мира против угандийца Питера Охелло, указом Президента РФ от 8 декабря 2006 г. N 1372 «О приеме в гражданство Российской Федерации» Маскаев получил российское гражданство.

## Любительская карьера
На любительском ринге Олег Маскаев становился победителем первенства армий Варшавского договора (1990), победителем первенства Вооружённых сил СССР и Кубка СССР, неоднократным чемпионом Азии.
В 1990 году на чемпионате вооружённых сил СССР в Ташкенте, в полуфинале победил досрочно украинского боксёра Виталия Кличко.
На чемпионате Мира 1993 года Маскаев выступал за сборную Узбекистана. Выступление закончил, будучи нокаутированным кубинским боксёром Роберто Баладо.
За второе место на Кубке мира по боксу 1994 года был удостоен звания «Заслуженный спортсмен Республики Узбекистан».

## Профессиональная карьера
Карьеру профессионального боксёра Олег Маскаев начал 17 апреля 1993 года боем против легендарного казахстанского боксёра Александра Мирошниченко. Маскаев выиграл тот бой нокаутом в третьем раунде. По утверждению штаба Мирошниченко он вышел на бой против Маскаева со сломанной рукой. В первом своём бою Маскаев отправил Мирошниченко на пенсию.
В четвёртом поединке нокаутировал непобеждённого начинающего боксёра Роберта Хоукинса (3-0).
25 августа 1998 года в своём пятом поединке на профессиональном ринге победил по очкам опытного американца Джо Томаса (23-1-1)
Первый бой за титул Олег провёл 29 сентября 1995 года против Николая Кульпина (14-4) из Казахстана, победив которого завоевал титул чемпиона Паназиатской боксёрской ассоциации (ПАБА, PABA) в тяжёлом весе.

### Бой с Оливером Макколом
В феврале 1996 года в бою против американского боксёра экс-чемпиона мира Оливера Маккола Олег Маскаев потерпел первое поражение на профессиональном ринге. Неопытный Маскаев ничего не смог противопоставить сильному и агрессивному стилю Маккола, и в результате был нокаутирован в 1-м раунде.
Перед боем с Оливером Макколом послужной список Маскаева составлял 15 побед, 12 нокаутов и 0 поражений, а перед боем с Дэвидом Туа — 20 побед, 16 нокаутов и 1 поражение. Список был сфабрикован. Ради того, чтобы состоялся бой Маскаев — Маккол, россиянину приписали фиктивные победы в России. Позже фиктивные результаты убрали. Ныне послужной список Маскаева перед боем с Макколом составляет — 6 побед, 3 нокаута и 0 поражений, а перед боем с Туа — 10 побед, 6 нокаутов и 1 поражение.
В 1996 году Маскаев победил двух непобеждённых боксёров: доминиканца Фернли Фелиза (10-0) и американца Ральфа Веста (10-0).

### Бой с Дэвидом Туа
Второе поражение в профессиональной карьере Олег Маскаев потерпел в бою против боксёра из Новой Зеландии Дэвида Туа. Бой состоялся 5 апреля 1997 года. Этот бой был за титул межконтинентального чемпиона по версии ВБС (WBC). Бой был равным, однако в 11 раунде Дэвид Туа провёл свой коронный левый хук и рефери остановил бой.
27 сентября 1997 года Маскаев нокаутировал Алекса Стюарта (41-6).
2 октября 1998 года состоялся поединок за звание чемпиона Паназиатской боксёрской ассоциации (ПАБА) против новозеландца Тоакипы Тасефа, в котором Олег Маскаев одержал уверенную победу нокаутом в первом раунде. Этот титул Олег Маскаев успешно защитил 4 февраля 1999 года в бою против Джеффа Уодена техническим нокаутом в третьем раунде.

### Первый бой с Хасимом Рахманом
В ноябре 1999 года Маскаев встретился с Хасимом Рахманом. В начале 8-го раунда Маскаев провёл несколько хуков в челюсть Рахмана. Американец прижался к канатам. Маскаев попытался его добить. Рахман отбивался, а потом вошёл в клинч. Рефери разнял бойцов, и Маскаев пошёл в атаку, но американец вновь клинчевал. Рефери снова разнял их. Маскаев провел правый кросс в челюсть, и Рахман вывалился за пределы ринга. Он упал на пол между хронометристом и телекомментатором HBO Джимом Лэмпли. Среди зрителей сразу завязалась потасовка. Вскоре полиции удалось навести порядок в зале. Рахман приходил в себя несколько минут.
В марте 2000 года Маскаев нокаутировал Седрика Филдса
В 2000 году Олег Маскаев вышел на ринг против Деррика Джефферсона. К тому времени Маскаев стал котироваться как будущий претендент на титул и был фаворитом в бою. Он победил техническим нокаутом в 4-м раунде. Джефферсон утверждал, что травмировал ногу в 1-м раунде.
В октябре 2000 года Олег Маскаев встретился с Кирком Джонсоном. В начале 4-го раунда канадец встречным левым хуком попал в челюсть, и Маскаев упал. Будущий россиянин сразу же встал. Джонсон пошёл его добивать. Он провел несколько ударов в голову. Затем, прижав россиянина к канатам, Джонсон выбросил левый хук в челюсть, затем правый, потом повторил левый-правый и снова левый. Тут Маскаев начал падать, и Джонсон вдогонку выбросил правый хук. Узбекский боксёр (россиянином станет через 6 лет) вывалился за канаты. Это был тяжёлый нокаут.
В марте 2001 года Маскаев вышел на ринг против Лэнса Уитакера. Первоначально предполагалось что соперником Маскаева станет Дэвид Туа, с которым он уже встречался ранее. Позже планы поменялись и противником россиянина стал Уитакер. В начале 2-го раунда Уитакер провел серию ударов с обеих рук в голову противника. Последним ударом — левым кроссом — Уитакер отправил Маскаева на канвас. На счёт 10 он всё ещё лежал на ринге. Рефери зафиксировал нокаут.

### Бой с Кори Сандерсом
В 2002 году Олег Маскаев встретился с Кори Сандерсом. В 8-м раунде Сандерс левым хуком послал россиянина в тяжёлый нокдаун. Маскаев встал на счёт 8, но тут же тем же ударом Сандерс повторно отправил его на канвас. Рефери остановил бой. После этого боя Маскаева списали со счетов.
В сентябре 2003 года он во 2-й раз вышел на ринг против Седрика Филдса. Уроженец гор. Абай (город-спутник Караганды) победил техническим нокаутом в 9-м раунде. Накануне этого боя Маскаев бросил вызов Виталию Кличко, но получил отказ, так как Виталий готовился к элиминатору за 1 место в рейтинге WBC с Кирком Джонсоном.
В ноябре 2003 года Маскаев победил техническим нокаутом во 2-м раунде Джулиуса Фрэнсиса.
В июле 2004 года Олег Маскаев встретился с непобежденным нигерийцем Дэвидом Дефиагбоном. Маскаев доминировал весь бой. В середине 6-го раунда Маскаев коротким правым хуком попал нигерийцу в челюсть, и тот оказался на полу. Дефиагбон встал на счёт 10. Маскаев попытался добить его, но противник начал клинчевать. По итогам 10-ти раундов Маскаев решением судей был объявлен победителем. Решение было раздельным, что не соответствовало происходившему на ринге. При оглашении счёта судьи, поставившего очки в пользу нигерийца, зал недовольно загудел.

### Бой с Синан Шамиль Самом
В ноябре 2005 года в Германии состоялся отборочный бой за право встретиться с чемпионом мира в супертяжёлом весе по версии WBC между Олегом Маскаевым и местным боксёром турком Синан Шамилем Самом. Маскаев контролировал бой. В середине 11-го раунда Сам ударил головой Маскаева в голову. Рефери за это снял с турка очко. После 12 раундов судьи единогласно присудили победу Маскаеву.

### Второй бой с Хасимом Рахманом
В августе 2006 года состоялся 2-й бой между Олегом Маскаевым и Хасимом Рахманом. В начале 12-го раунда Маскаев провёл несколько хуков в челюсть, и Рахман, попятившись назад, упал на канаты. Рефери отсчитал нокдаун. Рахман с ними не согласился. Сразу после возобновления боя Маскаев бросился добивать противника. Рахман попытался спастись в клинче. Маскаев начал отходить от противника, но американец крепко вцепился в ногу и, пробежав с Маскаевым через ринг, свалился возле канатов. Даже упав, Рахман не отпускал ногу претендента. Рефери отцепил американца от россиянина. Это не был нокдаун, поэтому бой сразу продолжился. Маскаев продолжил атаковать, а Рахман продолжал клинчевать. В конце 12-го раунда Маскаев зажал в углу Рахмана и провёл несколько прицельных кроссов в голову. Рахман пригнулся, оперевшись на канаты. Видя, что американец не отвечает на удар, рефери Джей Нейди вмешался и прекратил поединок. Рахман не согласился с решением.
После этой победы чемпионами мира в самой престижной супертяжёлой категории по всем четырём основным версиям (ВБС (WBC), ВБА (WBA), МБФ (IBF), ВБО (WBO)) впервые в истории мирового бокса стали выходцы из СНГ (обладателями трёх других титулов в августе 2006 года были Владимир Кличко, Николай Валуев и Сергей Ляхович). После этого Президент РФ 8 декабря 2006 подарил Маскаеву гражданство, хотя в России он никогда не жил.
10 декабря 2006 года Олег Маскаев отстоял титул чемпиона по версии ВБС (WBC) в бою против Питера Охелло из Уганды. Всемирный боксёрский совет разрешил ему провести «добровольную» защиту титула. Поединок продолжался 12 раундов и прошёл при преимуществе Маскаева. В 10-м раунде Охелло побывал в нокдауне.
Следующую защиту титула Олег Маскаев должен был провести 6 октября 2007 года против обязательного претендента ВБС (WBC) Сэмюэла Питера., однако отказался от защиты титула, сославшись на боли в спине. В результате Сэмюэль Питер был объявлен временным чемпионом. У Маскаева был шанс вернуть титул — его бой с Питером был назначен на 2 февраля 2008.

### Бой с Сэмюэлем Питером
В марте 2008 года Олег Маскаев встретился с нигерийцем Сэмюэлем Питером. Претендент доминировал в бою. В конце 6-го раунда он провёл несколько серий в голову. Несколько ударов пришлось в затылок. В самом конце раунда Питер прижал россиянина к канатам и начал добивать. Маскаев не отвечал. Питер провел мощный левый хук. Удар отбросил калифорнийского россиянина назад. Нигериец сразу же добавил правый хук, и вдогонку левый. Видя это избиение, рефери остановил бой.
В сентябре Маскаев победил по очкам Роберта Хоукинса, а в марте 2009 года нокаутировал в первом раунде малоизвестного американского боксёра Рича Боруффа.
В декабре 2009 года проиграл нокаутом в первом раунде доминиканцу, Наги Агилере (14-2).

### Возвращение
После трёхлетнего перерыва вернулся на профессиональный ринг. 30 декабря 2012 года в третьем раунде нокаутировал безнадёжно пробитого ямайца Оуэна Бека.
26 мая 2013 года в тяжёлом бою победил по очкам американца Джейсона Гаверна.
4 ноября 2013 года в Краснодаре состоялся бой с Дэнни Уильямсом. Единогласным решением судей победа была присуждена Олегу Маскаеву.
После боя вице-президент промоутерской компании российского боксёра Николай Бакланов сказал, что Олег получил травму спины ещё до вылета в Россию, поэтому поединок получился не таким зрелищным.

## Поединки
В таблице перечислены результаты всех поединков боксёров.
В каждой строке указан результат поединка. Дополнительно номер поединка обозначен цветом, который обозначает итог поединка. Расшифровка обозначений и цветов представлена в нижеследующей таблице.
| Пример | Расшифровка                     |
| ------ | ------------------------------- |
|        | Победа                          |
|        | Ничья                           |
|        | Поражение                       |
|        | Планируемый поединок            |
|        | Поединок признан несостоявшимся |
| КО     | Нокаут                          |
| ТКО    | Технический нокаут              |
| PTS    | Решение судей (по очкам)        |
| UD     | Единогласное решение судей      |
| MD     | Решение большинства судей       |
| SD     | Раздельное решение судей        |
| RTD    | Отказ от продолжения боя        |
| DQ     | Дисквалификация                 |
| NC     | Поединок признан несостоявшимся |

| Бой                | Дата             | Соперник                      | Место боя                      | Раундов         | Результат | Дополнительно |
| ------------------ | ---------------- | ----------------------------- | ------------------------------ | --------------- | --------- | --- |
| 39-7               | 4 ноября 2013    | Дэнни Уильямс (44-18)         | Краснодар, Россия              | UD (10)         | Победа    | 98-92, 98-92, 98-92. |
| 38-7               | 26 мая 2013      | Джейсон Гаверн (21-14-4)      | Саранск, Россия                | UD (10)         | Победа    | 97-94, 98-90, 96-93. Маскаев в нокдауне в 9 раунде.                                                                                               |
| 37-7               | 30 декабря 2012  | Оуэн Бек (29-11)              | Троицк, Россия                 | TKO3 (10) 2:59  | Победа    | |
| Перерыв в 3 года   |                  |                               |                                |                 |           | |
| 36-7               | 11 декабря 2009  | Наги Агилера (14-2)           | Сакраменто, Калифорния, США    | TKO1 (10) 1:54  | Поражение | |
| 36-6               | 14 марта 2009    | Рич Боруфф (17-2-1)           | Саранск, Россия                | KO1 (10) 1:35   | Победа    | |
| 35-6               | 6 сентября 2008  | Роберт Хоукинс (2) (23-11)    | Москва, Россия                 | UD (10)         | Победа    | 100-92, 100-90, 100-90. |
| 34-6               | 8 марта 2008     | Сэмуэл Питер (29-1)           | Канкун, Мексика                | TKO6 (12) 2:56  | Поражение | Бой за титул чемпиона мира по версии WBC, 2-я защита Маскаева.                                                                                    |
| Перерыв в 1,3 года |                  |                               |                                |                 |           | |
| 34-5               | 10 декабря 2006  | Охелло Питер (18-4)           | Москва, Россия                 | UD (12)         | Победа    | 120-107, 118—109, 120—107. Бой за титул чемпиона мира по версии WBC, 1-я защита Маскаева.                                                         |
| 33-5               | 12 августа 2006  | Хасим Рахман (2) (41-5-2)     | Лас-Вегас, Невада, США         | ТKO12 (12) 2:17 | Победа    | Бой за титул чемпиона мира по версии WBC. Возвращение года по версии журнала The Ring.                                                            |
| 32-5               | 12 ноября 2005   | Синан Шамиль Сам (24-2)       | Гамбург, Германия              | UD (12)         | Победа    | 116-111, 118—109, 118—111. Бой за интернациональный титул чемпиона мира по версии WBC, элиминатор WBC Сам оштрафован за удар головой в 11 раунде. |
| 31-5               | 24 июня 2005     | Ливин Кастильо (13-3)         | Атлантик-Сити, Нью-Джерси, США | KO3 (10) 1:30   | Победа    | |
| 30-5               | 22 января 2005   | Куинн Наварре (30-12-1)       | Лос-Анджелес, Калифорния, США  | KO3 (10) 2:47   | Победа    | |
| 29-5               | 23 июля 2004     | Дэвид Дефиагбон (21-0)        | Атлантик-Сити, Нью-Джерси, США | SD (10)         | Победа    | 98-92, 96-93, 94-95. |
| 28-5               | 16 апреля 2004   | Крэйг Томлинсон (23-14-1)     | Атлантик-Сити, Нью-Джерси, США | TKO2 (10)       | Победа    | |
| 27-5               | 27 ноября 2003   | Джулиус Фрэнсис (23-14-1)     | Чехов, Россия                  | TKO2 (10)       | Победа    | |
| 26-5               | 25 сентября 2003 | Деннис Маккинни (25-27-1)     | Хантингтон, Нью-Йорк, США      | TKO1 (10)       | Победа    | |
| 25-5               | 6 сентября 2003  | Седрик Филдс (2) (19-20-1)    | Киев, Украина                  | TKO9 (10)       | Победа    | |
| 24-5               | 28 июня 2003     | Гарри Уинмон (25-12)          | Вашингтон, США                 | TKO1 (10)       | Победа    | |
| 23-5               | 15 февраля 2003  | Эррол Садиковски (4-10)       | Льюистон, Мэн, США             | TKO1 (10)       | Победа    | |
| 22-5               | 17 марта 2002    | Кори Сандерс (22-6)           | Оровилл, Калифорния, США       | TKO8 (10)       | Поражение | |
| 22-4               | 30 ноября 2001   | Дэвид Веддер (21-19-5)        | Рино, Невада, США              | TKO8 (10)       | Победа    | |
| 21-4               | 25 августа 2001  | Брайан Никс (15-7)            | Лафлин, Невада, США            | TKO6 (10)       | Победа    | |
| 20-4               | 10 марта 2001    | Лэнс Уитакер (22-1)           | Лас-Вегас, Невада, США         | KO2 (12)        | Поражение | Бой за титул континентальной Америки по версии WBC.                                                                                               |
| 20-3               | 7 октября 2000   | Кирк Джонсон (29-0-1)         | Анкасвилл, Коннектикут, США    | KO4 (12)        | Поражение | Бой за титул PABA. |
| 20-2               | 20 мая 2000      | Деррик Джефферсон (22-1-1)    | Атлантик-Сити, Нью-Джерси, США | TKO4 (10)       | Победа    | |
| 19-2               | 2 марта 2000     | Седрик Филдс (9-8)            | Розмонт, Иллинойс, США         | TKO8 (10)       | Победа    | |
| 18-2               | 6 ноября 1999    | Хасим Рахман (31-1)           | Атлантик-Сити, Нью-Джерси, США | KO8 (10)        | Победа    | Номинация Нокаут года по версии журнала The Ring.                                                                                                 |
| 17-2               | 20 мая 1999      | Шейн Сатклифф (22-6-1)        | Тьюника, Миссисипи, США        | TKO2 (12)       | Победа    | Бой за титул PABA. |
| 16-2               | 4 февраля 1999   | Джефф Уоден (18-7)            | Уорли, Айдахо, США             | TKO3 (12)       | Победа    | Бой за титул PABA. |
| 15-2               | 8 декабря 1998   | Марион Уилсон (11-29-3)       | Нью-Йорк, Нью-Йорк, США        | UD (8)          | Победа    | 79-73, 79-73, 79-73. |
| 14-2               | 2 октября 1998   | Тоакипа Тасефа (21-1-2)       | Лос-Анджелес, Калифорния, США  | KO1 (12)        | Победа    | Бой за вакантный титул PABA. |
| 13-2               | 9 июня 1998      | Каридж Тшабалала (23-2)       | Москва, Россия                 | KO9 (10)        | Победа    | |
| 12-2               | 9 января 1998    | Букер Уорд (23-6-2)           | Атлантик-Сити, Нью-Джерси, США | ТКО4 (10)       | Победа    | |
| 11-2               | 27 сентября 1997 | Алекс Стюарт (41-6)           | Москва, Россия                 | ТКО7 (10)       | Победа    | |
| 10-2               | 5 апреля 1997    | Дэвид Туа (26-0)              | Атлантик-Сити, Нью-Джерси, США | ТКО11 (12)      | Поражение | Бой за интернациональный титул WBC. |
| 10-1               | 17 февраля 1997  | Родни Блаунт (2-4-2)          | Уинчестер, Невада, США         | КО2 (6)         | Победа    | |
| 9-1                | 12 сентября 1996 | Ральф Уэст (10-0)             | Мелвилл, Нью-Йорк              | ТКО3 (10)       | Победа    | |
| 8-1                | 20 августа 1996  | Фернели Фелис (10-0)          | Нью-Йорк, Нью-Йорк, США        | UD (8)          | Победа    | |
| 7-1                | 9 июня 1996      | Майк Робинсон (8-24-1)        | Бушкилл, Пенсильвания          | ТКО7 (8)        | Победа    | |
| 6-1                | 24 февраля 1996  | Оливер Макколл (26-6)         | Ричмонд, Виргиния, США         | ТКО1 (10)       | Поражение | |
| 6-0                | 29 сентября 1995 | Николай Кульпин (14-4)        | Лондон, Англия, Великобритания | UD (12)         | Победа    | Бой за вакантный титул PABA. |
| 5-0                | 25 августа 1995  | Джо Томас (23-1-1)            | Атлантик-Сити, Нью-Джерси, США | PTS (6)         | Победа    | |
| 4-0                | 30 июня 1995     | Роберт Хоукинс (3-0)          | Филадельфия, Пенсильвания, США | КО4 (6)         | Победа    | |
| 3-0                | 11 апреля 1995   | Майк Уитфилд (3-6)            | Вудлон, Мэриленд, США          | PTS (8)         | Победа    | |
| 2-0                | 4 марта 1995     | Джимми Харрисон (6-33-5)      | Бостон, Массачусетс, США       | ТКО4 (6)        | Победа    | |
| 1-0                | 17 апреля 1993   | Александр Мирошниченко (21-0) | Тараз, Казахстан               | ТКО3 (6)        | Победа    | |

## Семья
Супруга — Светлана. Дети: Анна (1986 г.р.), Александра (1991 г.р.), Олеся (1993 г.р.), Виктория (17 января 2002 г.р.). Есть внуки.